# Corsair Gaming
Corsair Gaming, Inc. é uma empresa americana de periféricos e hardware de computador com sede em Milpitas, Califórnia. Anteriormente Corsair Components e Corsair Memory, foi incorporada na Califórnia em janeiro de 1994 como Corsair Microsystems e reincorporada em Delaware em 2007. Ela projeta e vende uma variedade de produtos de computador, incluindo módulos DRAM de alta velocidade, fontes de alimentação ATX (PSUs), unidades flash USB (UFDs), refrigeração para CPU / GPU e do gabinete, periféricos de jogos (como teclados e mouses de computador), gabinetes de computador, unidades de armazenamento sólido (SSDs) e alto-falantes.
Ela arrenda uma instalação de produção na cidade de Taoyuan, Taiwan para montagem, teste e embalagem de produtos selecionados, com centros de distribuição na América do Norte, Europa e Ásia e escritórios de vendas e marketing nos principais mercados do mundo.:41 É negociado sob o símbolo CRSR na bolsa de valores NASDAQ. Pedidos de bloqueio associados à pandemia de COVID-19 e um aumento na demanda por equipamentos de computação, incluindo o setor de jogos de computador, levaram a um aumento significativo de curto prazo na receita da Corsair.
Corsair distribui seus produtos em mais de 60 países através de varejistas, tais como Newegg, Tiger Direct, Amazon, Best Buy e Performance PCs.

## História
A empresa foi fundada como Corsair Microsystems Inc. em 1994 por Andy Paul, Don Lieberman e John Beekley. A Corsair originalmente desenvolveu módulos de cache de nível 2, chamados de módulos cache on a stick (COASt), para OEMs. Depois que a Intel incorporou o cache L2 no processador com o lançamento de sua família de processadores Pentium Pro, a Corsair mudou seu foco para módulos DRAM, principalmente no mercado de servidores. Esse esforço foi liderado por Richard Hashim, um dos primeiros funcionários da Corsair. Em 2002, a Corsair começou a enviar módulos DRAM que foram projetados para atrair os entusiastas de computadores, que os usavam para overclocking. Desde então, a Corsair continuou a produzir módulos de memória para PCs e também adicionou outros componentes de PC.
A Corsair expandiu sua produção de módulos de memória DRAM para o mercado de ponta para overclocking. Essa expansão permite plataformas de alta potência e a capacidade de obter mais desempenho da CPU e da RAM. As séries Corsair Vengeance Pro e Corsair Dominator Platinum foram desenvolvidas para aplicações de overclocking.
Desde então, a Corsair expandiu sua linha de produtos para incluir muitos tipos de periféricos de jogos de última geração, soluções de resfriamento de ar e água de alto desempenho e outros componentes de nível entusiasta. Por volta de 2009, a Corsair contatou a CoolIT Systems para integrar sua tecnologia de refrigeração líquida às ofertas da Corsair, o que resultou em uma parceria de longo prazo.
Em maio de 2021, a Corsair anunciou que mudaria sua sede de Fremont para Milpitas, com o novo contrato de arrendamento declarado para entrar em vigor em março de 2022.

## Transições

Antigo logotipo da Corsair Components, usado até 1º de junho de 2015

Em 26 de julho de 2017, a EagleTree Capital firmou um acordo para adquirir uma participação majoritária na Corsair da Francisco Partners e vários outros acionistas minoritários em um negócio avaliado em $ 525 milhões. O fundador e CEO da Corsair, Andy Paul, mantém sua participação acionária e permanece em seu cargo de CEO.
Em 27 de junho de 2018, a Corsair anunciou que adquiriria a Elgato Gaming da empresa Elgato, com sede em Munique, excluindo sua divisão Eve, que foi desmembrada como Eve Systems.
Em 24 de julho de 2019, foi anunciado que a Corsair Components, Inc. adquiriu a ORIGIN PC Corp.
Em 16 de dezembro de 2019, a Corsair anunciou sua intenção de adquirir a SCUF Gaming.
Em 21 de agosto de 2020, a Corsair apresentou documentos de registro à Comissão de Valores Mobiliários dos EUA para um IPO planejado de $ 100 milhões.

## No Brasil
No Brasil, a empresa lançou um site para atender ao público brasileiro juntamente à oferecer suporte têcnico em português e oferecer detalhes de produtos e lançamentos futuros, e também uma página na mídia social Facebook e Instagram.

## Produtos
Os produtos da empresa incluem:

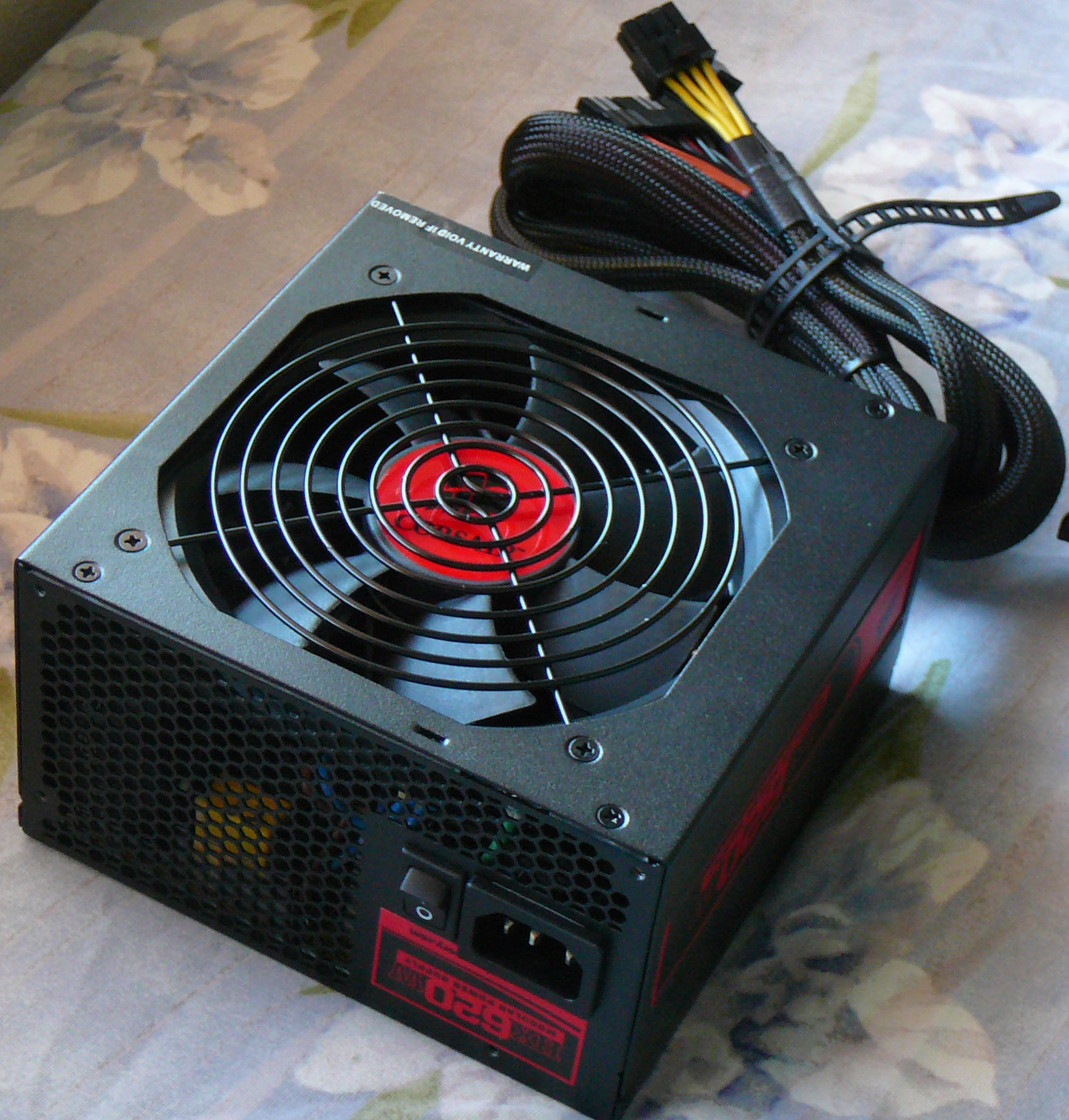
Modelo CMPSU-620HX, fonte de alimentação fabricada pela Corsair

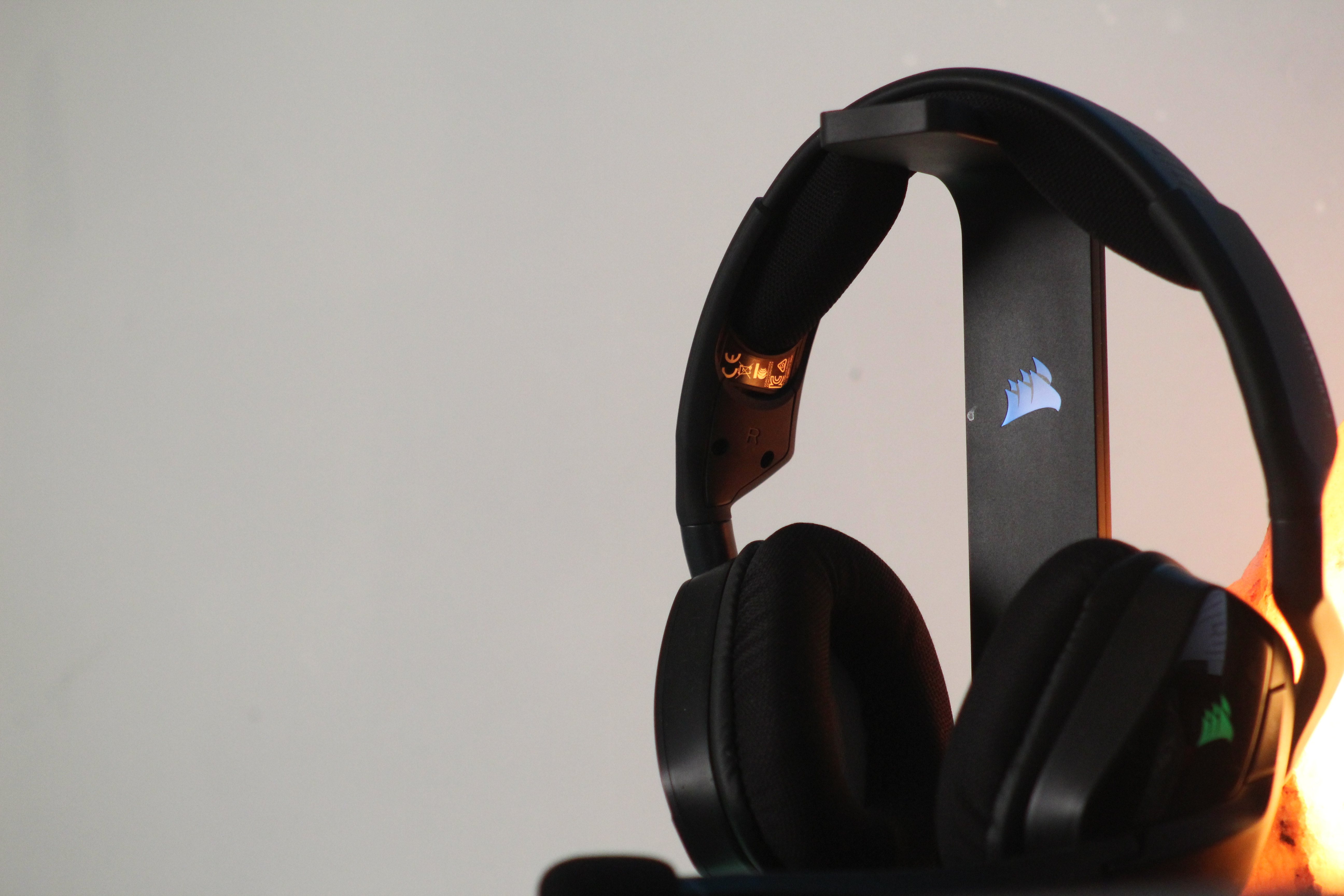
Suporte de fone de ouvido ST100 da Corsair com fones de ouvido Void Pro RGB da Corsair.

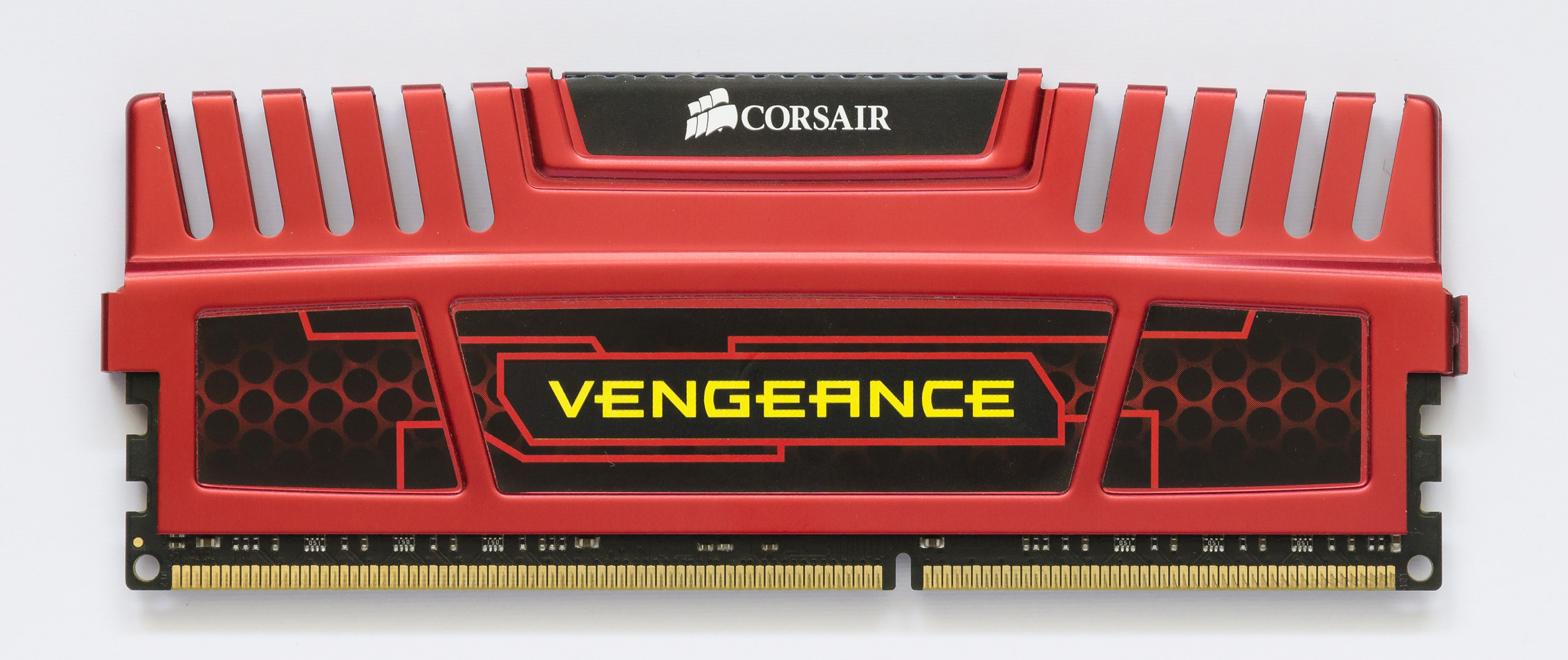
Módulo de memória DDR2 de 4 GB com dissipador de calor

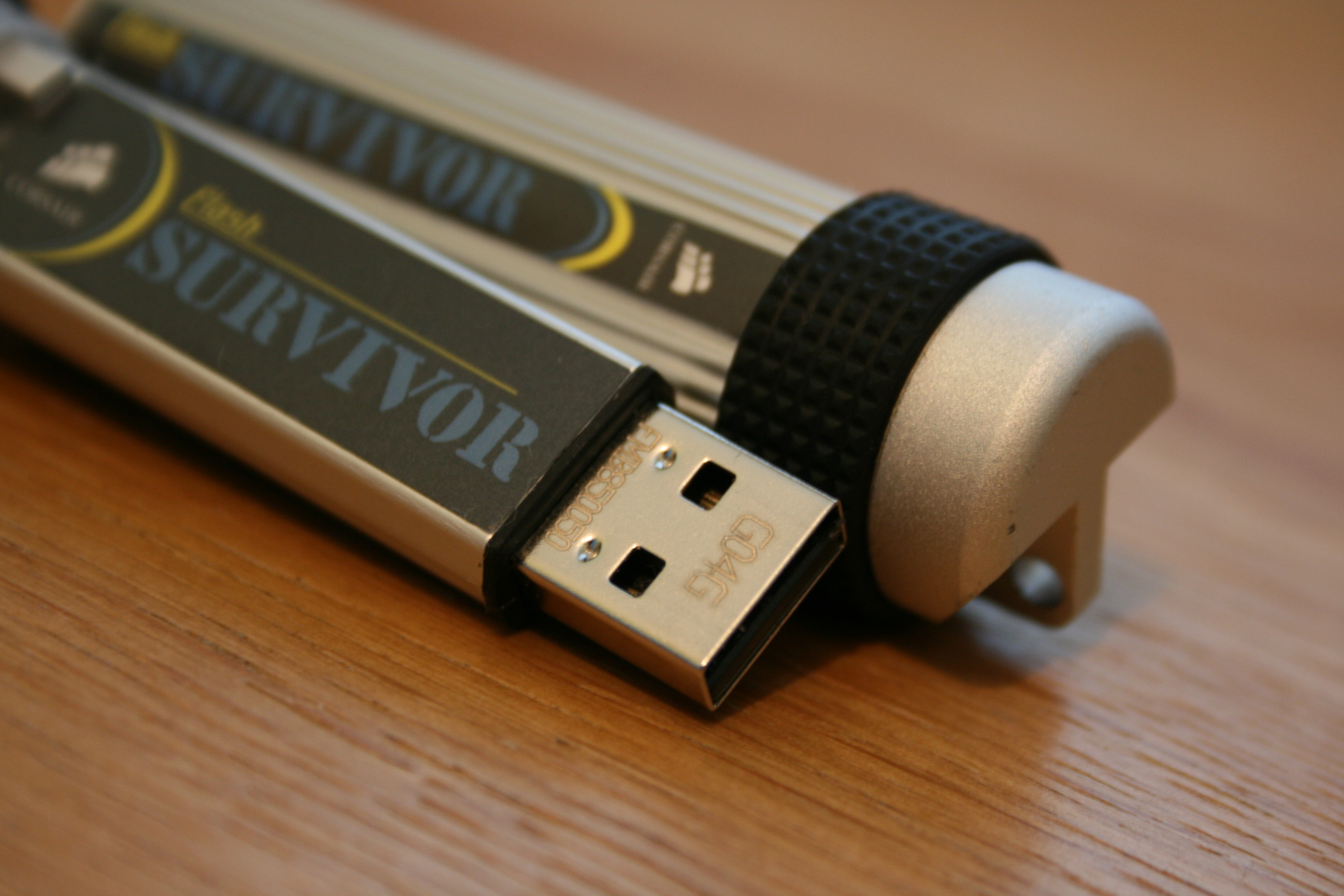
Pen drive USB Corsair de 4 GB à prova d'água

- Módulos de memória DRAM e DIMM para desktops e notebooks
- Unidades flash USB
- Fontes de alimentação ATXs e SFX para PCs
- Gabinetes para PCs
- PCs de jogos de última geração pré-construídos
- Soluções líquidas de resfriamento de CPU e GPU
- Sistemas de refrigeração à ar (FANS) para gabinetes
- Unidades de armazenamento sólido
- Fones de ouvido para jogos
- Suportes para fone de ouvido
- Monitores de jogos
- Webcams e câmeras de streaming
- Teclados para jogos
- Mouse para jogos
- Mousepads
- Cadeiras de jogo
- Microfones
- Placas de captura
- Componentes do PC

Como a indústria de computadores personalizados experimentou um interesse crescente em produtos com iluminação RGB, a Corsair adicionou esse recurso a quase todas as suas linhas de produtos. Na indústria de jogos, a Corsair tem sua maior participação no mercado de módulos de memória (cerca de 44%) e teclados para jogos (cerca de 14%).